# ピンネシリ登山マラソン
ピンネシリ登山マラソン（ピンネシリとざんマラソン 英：PINNESHIRI MARATHON）は、北海道樺戸郡新十津川町で開催されたマラソン大会。

## 概要
新十津川町ふるさと公園を起点としてピンネシリ山頂までを往復するコースを中心に、1995年より開催。砂川市立病院の医師だった福田正人の発案により新十津川町観光協会・体育協会の協力のもと新十津川町温水プールなどを用いてマラソンを合わせたトライアスロン大会として創立され、当初は山頂までのコースのみで約40人程度の参加だったものの、第10回頃からは短距離の町民コースを加え児童などの参加も受け入れ、その後ピーク時の2015年には575名がエントリーした。名誉会長には橋本聖子が就いていた。2020・21年は新型コロナウイルスに伴い中止し2022年より再開。
しかし2022年大会では42kmコースで出場者の半分が猛暑に伴い途中棄権したこともあり今後も猛暑による影響が予想される事や、山道の倒木や路面状況の悪化もあり棄権者の移送が困難となる事を勘案し、2024年7月7日の第30回大会をもって終了。

## コース
ふるさと公園を起終点としそっち岳スキー場までの舗道を中心とした約6km、スキー場からピンネシリ登山道3km地点5合目付近まで未舗装の林道を中心とした約8km、登山道5合目地点からピンネシリ山頂までの舗道約7kmを使用。
- 山頂（42km）コース - ピンネシリ山頂まで21kmを往復（高低差1,030m）[4]
- 30kmコース - ピンネシリ5合目まで15kmを往復（高低差400m）[4]
- 15kmコース - そっち岳スキー場奥までの片道7.5kmを往復（高低差90m）[4]
- 町民コース（4km） - 新十津川町民・町内勤務者を対象[5]。